# Cristisse bicristata
Cristisse bicristata là một loài bọ cánh cứng trong họ Cerambycidae.